# Chez Tortoni
Chez Tortoni est un tableau de l'artiste français Édouard Manet, peint vers 1875. La peinture à l'huile sur toile mesure 26 × 34 cm. Le tableau était exposé au musée Isabella-Stewart-Gardner de Boston, dans l'État américain du Massachusetts, avant d'être l'une des treize œuvres volées au musée en 1990.

## Description
Le tableau représente un homme élégamment habillé assis à une table du Café Tortoni de Paris, dessinant sur un carnet de croquis. Un verre de bière à moitié vide est posé sur la table à ses côtés.

## Histoire
Le tableau fait partie de la collection de Georges Chénard-Huché, d'Alphonse Kann puis de Dikran Kélékian à partir de 1920. En janvier 1922, Louis Kronberg (en) achète le tableau aux enchères à New York pour 3 400 dollars américains au nom de la collectionneuse d'art Isabella Stewart Gardner.
Il est exposé au musée Isabella-Stewart-Gardner de Boston, dans l'État américain du Massachusetts, avant d'être volé le 18 mars 1990. Depuis le vol, le tableau n'a pas refait surface et une récompense est toujours offerte pour le retour des objets volés.